# Helmut Röhm
Helmut Röhm (* 16. März 1913 in Untersteinbach, Württemberg; † 21. Juli 2000 in Stuttgart) war ein deutscher Natur- und Agrarwissenschaftler in Hohenheim, er war 1967–1969 Rektor der Universität Hohenheim (LWH).

## Leben und Wirken
Nach seiner Reifeprüfung 1932 in Urach studierte Röhm zunächst Naturwissenschaften an der Universität Tübingen (1932–1934). Danach wechselte er an die Landwirtschaftliche Hochschule Hohenheim zum Studium der Agrarwissenschaften. Dieses Studium schloss er mit der Promotion zum Dr. agr. 1939 ab. Es folgten die Habilitation mit Venia legendi für Agrarpolitik und Ernährungswirtschaft (1951), Ernennung zum Diätendozenten, Ernennung zum apl. Professor und 1961 Ernennung zum ord. Professor und Berufung auf den Lehrstuhl für Agrarpolitik und Sozialökonomik, den er bis zur Emeritierung 1980 innehatte.
Seine Hauptforschungsgebiete waren die Ländliche Strukturforschung und die Agrargeographie. Röhm war 1965–1967 Dekan der agrarwissenschaftlichen Fakultät, während seines Rektorats 1967–1969 wurde die Landwirtschaftliche Hochschule Hohenheim in Universität Hohenheim umbenannt.

## Mitgliedschaften
- Deutsche Akademie für Städtebau und Landesplanung

## Publikationen (Auswahl)
- Das bevölkerungspolitische und wirtschaftliche Gesicht des Dorfes Gruibingen in den Jahren 1838-1938
- Die Vererbung des landwirtschaftlichen Grundeigentums in Baden-Württemberg. Trier: Zentralausschuß für Dt. Landeskunde, 1957 (=Forschungen zur deutschen Landeskunde ; 102)
- mit Frithjof Kuhnen: Die soziale Sicherung der Familien in typischen Landgemeinden Baden-Württembergs. Bonn: Forschungsgesellschaft f. Agrarpolitik u. Agrarsoziologie e. V., 1956
- mit Dieter Strauch: Umwelthygiene, Landesplanung und Landschaftsschutz. Vorträge am 30. Juni und 1. Juli 1972. Hrsg. von d. Univ. Stuttgart u. Hohenheim. Karlsruhe: C. F. Müller, 1973 (=Umwelt aktuell ; H. 1), ISBN 3-7880-7044-7